# Chika Oduah
Chikaodinaka Sandra Oduah (Ogbaru, Nigeria, 14 de marzo de 1986) es una periodista nigeriano-estadounidense que trabaja como productora de noticias de televisión, escritora, fotógrafa y corresponsal.  Tras el secuestro de 276 escolares por el grupo terrorista Boko Haram en Chibok, noreste de Nigeria, fue una de las primeras periodistas internacionales en visitar la ciudad. Esta cobertura le valió el premio Trust Women "Periodista del año" de la Fundación Thomson Reuters en 2014. Conocida por sus reportajes etnográficos con un enfoque antropológico, recibió el premio CNN Multichoice African Journalist Award en 2016.  

## Biografía
Oduah pertenece a la etnia igbo. Es la mayor de siete hermanos. Hija de un pastor evangélico y una enfermera, Emmanuel y Mercy Oduah, nació el 14 de marzo de 1986 en Ogbaru, en el  Estado de Anambra, en Nigeria y se mudó al Área Metropolitana de Atlanta, en Estados Unidos con su familia a la edad de 2 años. Durante su tiempo en la escuela secundaria, Chika se incorporó al periódico VOX como reportera focalizando su trabajo sobre todo en historias sobre inmigrantes y refugiados en Atlanta . 
En 2004 trabajó en el Centro de Servicios Comunitarios Panasiáticos en Doraville, Georgia, donde dio clases a adolescentes refugiados de Sudán, Afganistán, Liberia, Irak, Bosnia, Ruanda y Sudán del Sur . Entre 2004 y 2008, estudió en la Universidad Estatal de Georgia, cine, antropología y periodismo televisivo y obtuvo una licenciatura en antropología y una segunda licenciatura en telecomunicaciones. Durante su estancia en la Universidad Estatal de Georgia, se desempeñó como Vicepresidenta del capítulo de la Universidad de la Sociedad de Periodistas Profesionales . También es alumna de la Escuela de Periodismo de Medill, donde recibió su maestría en ciencias en 2010 después de estudiar periodismo televisivo.
En 2009, trabajó como fotógrafa comercial en Atlanta y en 2010 comenzó a trabajar como reportera de noticias de televisión y productora de documentales para K24 en Nairobi, Kenia, donde trabajó con Jeff Koinange . También trabajó para la cadena de televión NBC National Broadcasting Corporation y Sahara Reporters como reportera. 
Oduah se trasladó a Nigeria en 2012 y comenzó a trabajar con Al Jazeera como reportera independiente y productora de noticias de televisión. También trabajó con CNN y Associated Press y actualmente es corresponsal de Voice of America y del canal en inglés de France 24 . Su entrevista de 2012 con el conocido artista de música pop nigeriano D'Banj para Sahara TV  fue ampliamente vista y generó numerosas reacciones. Las obras de Chika Oduah se han publicado en plataformas de medios como New York Times, The Guardian, Al Jazeera, The Daily Beast, CNN y The Huffington Post .
En 2014, Oduah destacó especialmente después de la cobertura del secuestro de las niñas de Chibok, con la que ganó el premio Trust Women "Periodista del año" de la Fundación Thomson Reuters. Un año más tarde, en 2015 con una de sus editoriales publicadas en The Atlantic titulada "En la tierra de las niñas secuestradas de Nigeria" fue seleccionada como finalista de los Premios Livingston 2015 para periodistas jóvenes.
Oduah hizo su debut en pantalla en Al Jazeera cuando emitió un documental en noviembre de 2015 sobre el cáncer de mama que Chika realizó con la periodista de investigación de Ghana Anas Aremeyaw Anas. Posteriormente realizó diversos informes sobre la crítica situación humanitaria provocada por la insurgencia islamista de Boko Haram en el noreste de Nigeria señalando en particular las dificultades de las mujeres y las niñas realizando la cobertura en exclusiva sobre la situación de huérfanos, fugitivos y esposas de los yihadistas En 2017, lanzó Biafran War Memories, un archivo digital que tiene como objetivo preservar la historia y los relatos de primera mano de la guerra entre Nigeria y Biafra .

## Premios y reconocimientos
Fue ganadora del premio African Story Challenge 2015 otorgado por la African Media Initiative y el Centro Internacional para Periodistas por su cobertura de las secuelas de un brote de envenenamiento por plomo en 2010 en Nigeria, un proyecto que también le valió el premio Dow Technology & Innovation Reporting Award. en los premios CNN MultiChoice African Journalist Awards 2016. El 8 de marzo de 2016 fue incluida en "Las 100 mujeres más inspiradoras de Nigeria" en YNaija, antes de ser votada como ganadora de la categoría de The Future Awards y EbonyLife Prize for Journalism en la undécima edición de The Future Awards . En septiembre de 2016, se convirtió en la receptora inaugural del Premio Joven Reportero por un Futuro Sostenible del Centro Internacional para Periodistas en asociación con la Fundación de las Naciones Unidas .
En 2018 ganó el Premio Percy Qoboza 2018 otorgado anualmente por la Asociación Nacional de Periodistas Negros de Estados Unidos al periodista que mejor ejemplifica el espíritu del periodista sudafricano Percy Qoboza .